# ポール・ルベル
ポール・ルベル（Paul Rubell）は、アメリカ合衆国の編集技師。映画とテレビの両方で25年間のキャリアを持つ。

## 来歴
ルベルはカリフォルニア大学ロサンゼルス校でイギリス文学の学士号を得た。ルベルは編集技師のルー・ロンバードと共に働いた。最初に編集者としてクレジットされた映画は『The Final Terror』（1983年）である。彼は約10年間、テレビ番組に係わり、『D.N.A./ドクター・モローの島』から映画の編集をするようになった。
彼はACE（アメリカ映画編集者協会）に選ばれている。

## 受賞
- 1989年：エミー賞ノミネート - 『My Name Is Bill W.』
- 1990年：編集賞最優秀テレビスペシャル編集賞ノミネート 『My Name is Bill W.』
- 1996年：編集賞Best Edited Motion Picture for Non-Commercial Television ノミネート - 『バーニング・シーズン』
- 1996年：エミー賞ノミネート - 『Andersonville』
- 1997年：編集賞Best Edited Episode from a Television Mini-Series受賞 - 『Andersonville』 (第二話)
- 2000年：サテライト賞編集賞ノミネート - 『インサイダー』
- 2000年：編集賞Best Edited Feature Filmノミネート - Dramatic for 『インサイダー』
- 2000年：第72回アカデミー賞編集賞ノミネート - 『インサイダー』
- 2005年：サテライト賞編集賞受賞 - 『コラテラル』
- 2005年：英国アカデミー賞編集賞ノミネート - 『コラテラル』
- 2005年：編集賞Best Edited Feature Film - Dramaticノミネート - 『コラテラル』
- 2005年：第77回アカデミー賞編集賞ノミネート - 『コラテラル』

## フィルモグラフィー
- My Name is Bill W. (1989) (TV)
- D.N.A./ドクター・モローの島 The Island of Dr. Moreau (1996)
- インサイダー The Insider (1999)
- ザ・セル The Cell (2000)
- トリプルX xXx (2002)
- シモーヌ S1m0ne (2002)
- リーグ・オブ・レジェンド/時空を超えた戦い The League of Extraordinary Gentlemen (2003)
- コラテラル Collateral (2004)
- アイランド The Island (2005)
- マイアミ・バイス Miami Vice (2006)
- トランスフォーマー Transformers (2007)
- ハンコック Hancock (2008)
- トランスフォーマー/リベンジ Transformers: Revenge of the Fallen (2009)
- パブリック・エネミーズ Public Enemies (2009)
- マイティ・ソー Thor (2011)
- アベンジャーズ Marvel's The Avengers (2012)
- バトルシップ Battleship (2012)
- ニード・フォー・スピード Need for Speed (2014)
- トランスフォーマー/ロストエイジ Transformers: Age of Extinction (2014)
- セブンス・サン 魔使いの弟子 Seventh Son (2014)
- フィフス・ウェイブ The 5th Wave (2016)
- ワイルド・スピード ICE BREAK The Fate of the Furious (2017)
- バンブルビー Bumblebee (2018)

## 関連文献
- “Q&A: 'Transformers' Editor Paul Rubell”. Post Magazine. 2009年7月17日閲覧。
- Essman, Scott (1999-11). “Delving Inside The Post-Production Of THE INSIDER”. Motion Picture Editors Guild Newsletter 20 (6).  オリジナルの2008年12月8日時点におけるアーカイブ。.